# 扇入

扇入为3的与门

扇入（英語：fan-in）是一个邏輯閘能够对外提供输入端的能力。例如，右图所示的与门的扇入系数为3。逻辑门如果在物理上具有太多的扇入，由于输入级电路会增加器件等效的电容，整个逻辑门将产生一定的传输延迟。:120-122可以使用多级逻辑门的设计来代替大扇入的设计。:171使用大扇入的逻辑门，在逻辑上似乎更清晰、简单，但是有一定的物理限制。